# Uroš Kojadinović
Uroš Kojadinović (serbisch-kyrillisch Урош Којадиновић; * 26. September 2000 in Subotica, BR Jugoslawien) ist ein serbischer Handballspieler.

## Karriere

### Verein
Der 1,86 m große Rechtsaußen lernte das Handballspielen mit 13 Jahren in der Saranović Handballschule. Mit 16 Jahren wechselte er zu Spartak Subotica, wo er auch bei den Erwachsenen debütierte. Ab 2021 lief  Kojadinović für RK Partizan Belgrad auf, mit dem er mehrfach am EHF European Cup teilnahm. Mit Partizan gewann er 2024 den serbischen Pokal. Zur Saison 2024/24 wechselte er zum französischen Erstligisten Fenix Toulouse Handball.

### Nationalmannschaft
Bei den Mittelmeerspielen 2022 gewann Kojadinović mit der serbischen A-Nationalmannschaft die Bronzemedaille. Bisher bestritt er acht Länderspiele, in denen er 21 Tore erzielte.